# Helena Barchanowska
Helena Barchanowska (ur. 16 stycznia 1896 w Brzezinach, zm. 9 grudnia 1979) – polska nauczycielka matematyki, „Sprawiedliwa wśród Narodów Świata”. 

## Życiorys

### Młodość
Helena Barchanowska (z domu Balwierczyk) ukończyła studia matematyczne na Uniwersytecie Warszawskim. Była nauczycielką w szkołach średnich w Gostyninie, Warszawie, Sandomierzu, Sosnowcu, Dąbrowie Górniczej, Myślenicach i Gorlicach.

### II wojna światowa
Wiosną 1940 r., Helena Barchanowska została zaaresztowana przez Niemców w gminie Gorlice nieopodal Krakowa. Po uwolnieniu z transportującego ją konwoju zamieszkała w Gołąbkach przy ul. Piłsudskiego 14, obecnie osiedlu w Warszawie, w dzielnicy Ursus. Była matką Zofii i Janiny. Posiadała niewielki domek z drewna z ogrodem. Była działaczką konspiracyjną. Helena zaangażowała się w pomoc Żydom, dla których szukała kryjówek i organizowała sfałszowane dokumenty. We własnym mieszkaniu, od października 1943 r. aż do wkroczenia Armii Czerwonej w styczniu 1945 r., ukrywała Żyda Michała Kryńskiego, byłego dyrektora gimnazjum żydowskiego przy ul. Miodowej 5 w Warszawie, który uciekł z warszawskiego getta po tym jak Niemcy wymordowali całą jego rodzinę. Barchanowska ukrywała go, po załatwieniu mu fałszywych papierów na nazwisko Jan Majewski.
19 grudnia 1993 r. Instytut Jad Waszem na wniosek córek uhonorował Helenę Barchanowską medalem „Sprawiedliwy wśród Narodów Świata”.
Przyznane jej odznaczenie znajduje się w zbiorach Muzeum Polaków Ratujących Żydów im. Rodziny Ulmów w Markowej.
6 czerwca 2025 została patronką Szkoly Podstawowej w Bogdance(woj.łódzkie).